# باتريك ر. كوني
باتريك ر. كوني (بالإنجليزية: Patrick R. Cooney)‏ هو كاهن كاثوليكي أمريكي، ولد في 10 مارس 1934 في ديترويت في الولايات المتحدة، وتوفي في 15 أكتوبر 2012 في ميشيغان في الولايات المتحدة.